# Smoking Behind the Supermarket with You
Smoking Behind the Supermarket with You (яп. スーパーの裏でヤニ吸うふたり Су:па: но ура дэ яни су: футари, «Перекур вдвоём за супермаркетом») — манга, написанная и проиллюстрированная Дзинъуси. Впервые была опубликована в формате веб-манги в марте 2022 года в социальной сети «Твиттер». С августа 2022 года публикуется в журнале сэйнэн-манги Monthly Big Gangan издательства  Square Enix и по состоянию на июль 2025 года издана в семи томах-танкобонах.
В июле 2025 года было объявлено, что в 2026 году манга получит аниме-адаптацию.

## Синопсис
Сасаки, уставший от постоянных переработок сарариман, находит проблеск в своей ежедневной напряжённой рутине в лице Ямады, обаятельной и весёлой кассирши супермаркета. Придя однажды в супермаркет после продолжительного рабочего дня, Сасаки обнаруживает, что смена Ямады уже закончилась. Выйдя из супермаркета, Сасаки замечает загадочную женщину, представившаяся ему именем «Таяма», которая приглашает его в зону для курения за супермаркетом.

## История создания
Манга Дзинъуси под названием Rokurei: Tensei-shi Rinne Kuyakusho Dairokkan-bu Joreika Katsudouki (яп. ロクレイ -天成市りんね区役所第六感部助霊課活動記- Рукорэй: Тэнсэй-си Риннэ куякусё дайроккан-бу дзёрэйка кацудо:ки, «Рукорэй: Доклад о деятельности подразделения Департамента шестых чувств по борьбе с экзорцизмом из района Риннэ города Тэнсэй») начала публиковаться в январе 2022 года в журнале сэйнэн-манги Monthly Big Gangan издательства  Square Enix. Дзинъуси позже получил совет от своего редактора нарисовать короткую мангу в качестве практики в писательском мастерстве, что подтолкнуло Дзинъуси к созданию Smoking Behind the Supermarket with You. Так как Rokurei была мистической историей, новая манга была создана в более реалистичном ключе, и поскольку автор имел опыт работы в сфере обслуживания клиентов, действие новой манги происходит в супермаркете.

## Медиа

### Манга
После того, как первая глава была опубликована в социальной сети «Твиттер», твит с ней по данным на 2 июня 2022 года получил более 190 000 лайков и многочисленные отзывы. По данным на 25 июня 2022 года общее количество лайков у манги превысило 2,5 миллиона.
25 августа 2022 года в журнале Monthly Big Gangan началась публикация манги. Августовский выпуск журнала вышел с цветной иллюстрацией манги на обложке. В этот же день поступил в продажу первый том-танкобон, содержащий ранее опубликованные и новые главы.
В начале публикации название манги было изменено с Super no Ura de Yani Su Hanashi (яп. スーパーの裏でヤニ吸う話 Су:па: но ура дэ яни су: ханаси, «История о перекуре за супермаркетом») на Super no Ura de Yani Su Futari (яп. スーパーの裏でヤニ吸うふたり Су:па: но ура дэ яни су: футари, «Перекур вдвоём за супермаркетом»), а главы с 4-ю по 16-ю, опубликованные в «Твиттере», были удалены, однако автор объявил, что он продолжит публиковать мангу в «Твиттере».
Перевод глав на английский язык публикуется с апреля 2023 года в глобальной версии сервиса Manga Up! издательства Square Enix. В мае 2023 года американское издательство Comikey Media лицензировало мангу для публикации в цифровом формате. В печатном формате тома манги выпускаются американским издательством Square Enix Manga & Books.

#### Список томов
| №  | Дата публикации    | ISBN                                               |
| -- | ------------------ | -------------------------------------------------- |
| 01 | 25 августа 2022 г. | ISBN 978-4-7575-8094-7                             |
| 02 | 25 января 2023 г.  | ISBN 978-4-7575-8362-7                             |
| 03 | 25 июля 2023 г.    | ISBN 978-4-7575-8694-9 ISBN 978-4-7575-8695-6 (СИ) |
| 04 | 25 января 2024 г.  | ISBN 978-4-7575-8709-0 ISBN 978-4-7575-8710-6 (СИ) |
| 05 | 25 июля 2024 г.    | ISBN 978-4-7575-9314-5                             |
| 06 | 24 января 2025 г.  | ISBN 978-4-7575-9542-2 ISBN 978-4-7575-9543-9 (СИ) |
| 07 | 25 июля 2025 г.    | ISBN 978-4-7575-9975-8                             |

### Аниме
Об адаптации манги в формат аниме-сериала стало известно 18 июля 2025 года. Его премьера запланирована на 2026 год на TBS и других аффилированных с ним телеканалах.

## Приём
В августе 2022 года манга выиграла премию Next Manga Award в категории «Лучшая веб-манга». В декабре 2022 года манга заняла седьмое место в рейтинге лучшей манги 2023 года для читателей-мужчин по версии справочника Kono Manga ga Sugoi!. В январе 2023 года манга была номинирована на премию Манга тайсё и заняла по итогам голосования восьмое место с 34 баллами. В феврале этого же года манга заняла четвёртое место в рейтинге «Комиксы 2023 года, рекомендованные сотрудниками национальных книжных магазинов» и возглавила рейтинг «Комиксы 2023 года, рекомендованные издателями комиксов». В сентябре 2023 года манга заняла четвёртое место в голосовании на гран-при Tsutaya Comic Award. В июне 2025 года Smoking Behind the Supermarket with You была номинирована на премию Japan Expo Awards в четырёх категориях: «Премия „Дарума“ за лучшую мангу», «Премия „Дарума“ за лучшую мангу в жанре повседневность», «Премия „Дарума“ за лучшую новую мангу» и «Премия „Дарума“ за лучшую романтическую мангу», в итоге победив в категории повседневности.
В феврале 2023 года автор сообщил, что общий тираж манги составил 600 тысяч проданных копий. На февраль 2024 года по его словам продано 1,5 миллиона копий. На июль 2025 года суммарный тираж манги превысил 2,5 миллиона копий.